# Hviezdoslavov

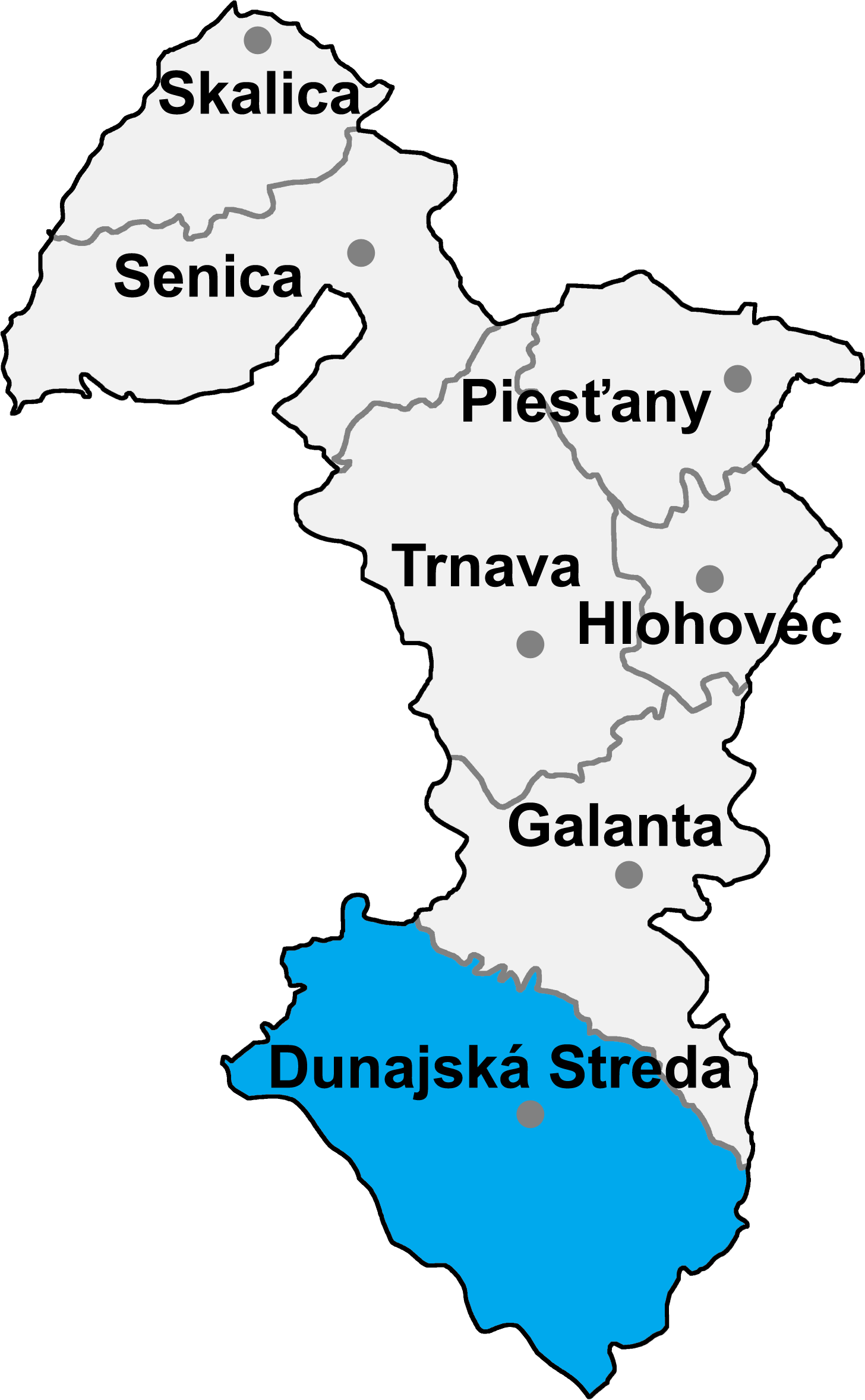
Localização de Dunajská Streda (distrito) na Trnava (região)

O Distrito eslovaco de Hviezdoslavov  é um dos sessenta e quatro municípios que formam a Distrito de Dunajská Streda, situada em Região de Trnava, Eslováquia.

## Demografia
| Ano:        | 1994 | 2004    | 2014     | 2024     |
| ----------- | ---- | ------- | -------- | -------- |
| Broj ljudi: | 270  | 359     | 974      | 3772     |
| Razlika:    |      | +32,96% | +171,30% | +287,26% |

| Ano:               | 2023 | 2024   |
| ------------------ | ---- | ------ |
| Número de pessoas: | 3446 | 3772   |
| Diferença:         |      | +9,46% |